# ASK Vorwärts Rostock
ASK Vorwärts Rostock was een Oost-Duitse legersportclub uit Rostock, Mecklenburg-Voor-Pommeren.

## Geschiedenis
In 1954 werd de zeepolitie van Parow, nabij Stralsund verhuisd naar Rostock. De naam van de sportvereniging werd SV KVP Vorwärts Rostock. Na de oprichting van de Nationale Volksarmee werd op 1 oktober 1956 de Armeesportvereinigung Vorwärts opgericht. De SV KVP Vorwärts werd een sportclub, maar heette niet SC zoals de andere sportclubs, maar zoals alle legerclubs ASK Vorwärts (een aantal clubs heette ook ASG Vorwärts). Na de Duitse hereniging werd de club opgeheven in 1990.
De club specialiseerde zich vooral in roeien en worstelen, maar was ook actief in voetbal, waterpolo, turnen, judo en zeilen.

### Voetbal
De club begon in 1956 in de Bezirksliga Rostock, de vierde klasse. Na een derde plaats in 1957 profiteerde de club van de uitbreiding van de II. DDR-Liga en promoveerde. Deze competitie was echter een maatje te groot en de club degradeerde weer. Na één seizoen keerde de club terug en werd dan verrassend tweede. Twee jaar later werd de club opnieuw tweede en promoveerde naar de DDR-Liga. Het team was sterker geworden en zelfs het tweede elftal van de club promoveerde dat jaar naar de II. DDR-Liga.
Tijdens seizoen 62/63 werd de voetbalafdeling van ASK zelfstandig onder de naam ASG Vorwärts. In 1964/65 werd de club derde, de beste plaats in de geschiedenis. In 1967 werd de club ontbonden en verhuisd naar Stralsund waar ze onder de naam ASG Vorwärts Stralsund verder speelden. In 1971 werd in Rostock een nieuwe club onder de naam Vorwärts opgericht, Vorwärts Rostock-Gehlsdorf. Deze club bleef echter actief op regionaal niveau.
Na de Duitse hereniging ging de club op in Rostocker SV Sturmvogel dat in 1993 ontbonden werd.